# Antilochos
Antilochos (gr. Ἀντίλοχος Antílochos, łac. Antilochus) – w mitologii greckiej jeden z synów Nestora, króla Pylos, i Eurydyki. Miał dziewięcioro rodzeństwa.
Był jednym z zalotników Heleny Trojańskiej, i razem z ojcem brał udział w wojnie trojańskiej. Był przystojnym mężczyzną i świetnym biegaczem oraz woźnicą rydwanu, należał do najmłodszych uczestników wojny. Przyjaźnił się z Achillesem i to on przekazał mu wiadomość o śmierci Patroklosa. Podczas igrzysk żałobnych na cześć Patroklosa, Antyloch zajął drugie miejsce w powożeniu rydwanem i trzecie w biegu. Z jego ręki zginęli Melanipos, Ableros, Echepolos, Atymnios, Falkes i Ton. Uratował swojego ojca przed śmiercią z ręki Memnona i sam zginął – w ten sposób spełniła się przepowiednia, która ostrzegała, aby "wystrzegał się Etiopczyka". Według niektórych źródeł zabił go Hektor lub zginął w świątyni Apolla u boku Achillesa z ręki Parysa.